# Danse Macabre (album)
Danse Macabre er sekstende studiealbum af det britiske poporkester Duran Duran. Det blev udgivet 27. oktober 2023 hos selskaberne BMG og Tape Modern. 
Albummet, som er en hyldest til halloween, indeholder ud over tre nye numre også en række gentænkte sange fra bandets store bagkatalog. Der har desuden også sneget sig et par regulære covernumre med på albummet.
Danse Macabre bød også på et gensyn med de tidligere bandmedlemmer Warren Cuccurullo og Andy Taylor, som forlod Duran Duran i henholdsvis 2000 og 2004. På albummet optræder også rytmeguitaristen Nile Rodgers og Victoria De Angelis fra Måneskin.

## Spor
1. "Nightboat" (4:23)
2. "Black Moonlight" (3:06)
3. "Love Voudou" (4:29)
4. "Bury A Friend" (3:04)
5. "Supernature" (3:44)
6. "Danse Macabre" (4:22)
7. "Secret Oktober 31st" (4:22)
8. "Ghost Town" (3:00)
9. "Paint It Black" (2:38)
10. "Super Lonely Freak" (4:27)
11. "Spellbound" (3:27)
12. "Psycho Killer" (feat. Victoria de Angelis) (4:25)
13. "Confessions In The Afterlife" (4:33)